# Ricardo Alves Andrade
Alves (* 12. ledna 1982, Guarulhos) známý jako Ricardinho, je bývalý brazilský fotbalista, který působil v české lize. Do svého týmu si ho vybralo vedení opavského fotbalu, ale zde odehrál jen jediný zápas a byl propuštěn. 

## Klubová kariéra
S fotbalem začal v Portuguesi. Andrade většinu své kariéry strávil v Brazílii. S týmem San Martín de Porres získal titul v 1. Peruánské lize.

### SFC Opava
V roce 2003 přišel do Opavy. První a zároveň jediný start si připsal dne 9. srpna 2003, v remíze 1:1 proti Jablonci.